# Herman Slater
Herman Slater (né en 1935 à New York et mort le 9 juillet 1992) était un grand-prêtre wiccan, propriétaire de la librairie ésotérique et maison d'édition new-yorkaise The Warlock Shop, devenue ensuite The Magickal Childe Bookshop.

## Biographie
Il fut initié au coven Welsh Traditional Witches de New York en 1972. Là, il rencontra Eddie Buczynski qui devint son compagnon.
Il publia de nombreux ouvrages avec sa maison d'édition, comme des rééditions de John Dee ou Gerald Gardner et le célèbre « Necronomicon Simon ».

## Œuvres
- Introduction to Witchcraft,  (ISBN 978-0-939708-16-1)
- The Hoodoo Bible,  (ISBN 978-0-939708-06-2)
- A Book of Pagan Rituals I & II,  (ISBN 978-0-87728-348-5)
- Pagan Rituals III,  (ISBN 978-0-939708-27-7)

Il fut rédacteur en chef du magazine Earth Religion News
Il dirigea aussi : 
- The Magickal Formulary Spellbook,  (ISBN 978-0939708000)
- The Magickal Formulary Spellbook II,  (ISBN 978-0939708109)